# Substytucja (prawo)
Substytucja (podstawienie) – w prawie, pojęcie oznaczające ustanowienie dalszego pełnomocnika, dla którego mocodawcą jest już ustanowiony pełnomocnik. Działania substytuta wywołują skutki prawne względem pierwotnego mocodawcy. 
Zgodnie z treścią art. 106 kodeksu cywilnego, „Pełnomocnik może ustanowić dla mocodawcy innych pełnomocników tylko wtedy, gdy umocowanie takie wynika z treści pełnomocnictwa, z ustawy lub ze stosunku prawnego będącego podstawą pełnomocnictwa”, w związku z czym, ustanowienie dalszego pełnomocnictwa z pominięciem dyspozycji ustawowej jest nieważne. 
Nie ma ograniczenia co do liczby dalszych pełnomocników, art. 107 k.c. stanowi: "Jeżeli mocodawca ustanowił kilku pełnomocników z takim samym zakresem umocowania, każdy z nich może działać samodzielnie, chyba że co innego wynika z treści pełnomocnictwa. Przepis ten stosuje się odpowiednio do pełnomocników, których pełnomocnik sam dla mocodawcy ustanowił." 
W przypadku ustanowienia substytuta, należy kierować się tymi samymi przesłankami, które obowiązują przy udzielaniu zwykłego pełnomocnictwa: "jeżeli do ważności czynności prawnej potrzebna jest szczególna forma, pełnomocnictwo do dokonania tej czynności powinno być udzielone w tej samej formie (art. 99 k.c.)". Dla substytuta, podobnie jak do pierwotnego pełnomocnika nie wymaga się pełnej zdolności do czynności prawnej. W obu przypadkach pełnomocnik może posiadać jedynie ograniczoną zdolność do czynności prawnych (art. 100 k.c.) 
Pełnomocnik procesowy ma prawo udzielić dalszego pełnomocnictwa (substytucji), ale tylko radcy prawnemu lub adwokatowi i za pozwoleniem mocodawcy (pełnomocnictwo szczególne) zgodnie z art. 91 pkt 3 kpc „pełnomocnictwo procesowe obejmuje z samego prawa umocowanie do udzielenia dalszego pełnomocnictwa procesowego adwokatowi lub radcy prawnemu”. 
Dalsze pełnomocnictwo ogólnie (substytucja) upoważnia tak umocowanego pełnomocnika do wszelkich czynności, do których umocowany jest pełnomocnik (art. 91 kpc). 
Możliwość substytucji adwokatom nadaje art. 25 pkt 3 prawa o adwokaturze, który brzmi następująco: „W wypadku gdy adwokat prowadzący sprawę nie może wziąć osobiście udziału w rozprawie lub wykonać osobiście poszczególnych czynności w sprawie, może on udzielić substytucji.” Warto wspomnieć, że w powyższym artykule brak wzmianki o tym, jakiego substytuta chodziło ustawodawcy. Dlatego w orzecznictwie SN z 14.10.2005 r., III CZP 70/05 podjął uchwałę, że możliwe jest przekazanie substytucji radcy prawnemu.
Substytucja radcy prawnego została zawarta w art. 21 ustawy o radcach prawnych: „Radca prawny może udzielić dalszego pełnomocnictwa (substytucji) innemu radcy prawnemu, adwokatowi, prawnikowi zagranicznemu wykonującemu stałą praktykę w zakresie wynikającym z ustawy o świadczeniu przez prawników zagranicznych pomocy prawnej w Rzeczypospolitej Polskiej.” 
Szczególnym rodzajem dalszego pełnomocnictwa jest wyznaczenie z urzędu przez dziekana rady adwokackiej zastępcy adwokata, który nie ma czasowo lub trwale możliwości wykonywania zawodu, jak również wypadku skreślenia z listy adwokatów (Andrzej Zieliński Komentarze Kodeksowe – Kodeks postępowania cywilnego BECK o art. 91 nb 17, str. 180)
W wypadku wygaśnięcia pełnomocnictwa wygasa jednocześnie udzielona uprzednio substytucja. (Andrzej Zieliński Komentarze Kodeksowe – Kodeks postępowania cywilnego BECK o art. 91 nb 19, str. 180) (omówienie art. 101 k.c.) (wyrok SN z 10.8.1990 r., III CZP 38/90)
Działania substytuta wywołują skutki prawne względem pierwotnego mocodawcy.
Adwokat, radca prawny, rzecznik patentowy będący dalszym pełnomocnikiem nie może uwierzytelnić odpisu pełnomocnictwa podstawowego. 
Substytucja wiąże się z przeniesieniem prawa do reprezentowania mocodawcy na drugą osobę. Zgodnie z art. 1096 k.c. prokura nie może być przeniesiona, a więc substytucja nie jest możliwa w przypadku tego rodzaju pełnomocnictwa. Prokurent może jedynie spisać pełnomocnictwo, które będzie określać konkretnie do jakiej czynności lub jakiego rodzaju czynności pełnomocnik zostaje upoważniony (tzw. pełnomocnictwo szczególne lub rodzajowe, art. 1096 k.c.). Dla pełnomocników ustanowionych przez prokurenta stosuje się przepisy ogólne o przedstawicielstwie (art. 95-97 k.c.).